# Густав Грахегг
Густав Грахегг (нім. Gustav Grachegg; 17 листопада 1882 — ?) — австро-угорський, австрійський і німецький офіцер, генерал-майор австрійської армії і вермахту.

## Біографія
18 серпня 1902 року вступив у австро-угорську армію. Учасник Першої світової війни, після завершення якої продовжив службу в австрійській армії. Учасник літніх Олімпійських ігор 1928, на коні Даніель зайняв 21-ше місце з конкуру в індивідуальній виїздці і 6-е в командній. 31 липня 1932 року вийшов у відставку.
26 серпня 1939 року переданий в розпорядження вермахту і у вересні призначений комендантом табору для полонених офіцерів 8 D, 3 вересня 140 року — табору для військовополонених 8 B. З 7 вересня 1940 року — командувач таборами військовополонених в 8-му військовому окрузі, з 30 червня 1942 року — в 2-й оперативній зоні, з 25 липня 1942 року — знову в 8-му військовому окрузі. В 1944 році відправлений в резерв ОКГ, 31 травня звільнений у відставку. 13 травня 1945 року заарештований радянською окупаційною владою. Подальша доля невідома.

## Звання
- Лейтенант (18 серпня 1902)
- Обер-лейтенант (1 листопада 1907)
- Ротмістр (1 травня 1914)
- Майор (1 листопада 1918)
- Титулярний оберст-лейтенант (8 липня 1921)
- Оберст-лейтенант (1 серпня 1926)
- Оберст (7 липня 1930)
- Титулярний генерал-майор (21 жовтня 1932)
- Генерал-майор запасу (26 серпня 1939)
- Генерал-майор до розпорядження (1 червня 1941)

## Нагороди
- Ювілейний хрест
- Пам'ятний хрест 1912/13
- Бронзова і срібна медаль «За військові заслуги» (Австро-Угорщина) з мечами
- Хрест «За військові заслуги» (Австро-Угорщина) 3-го класу з військовою відзнакою і мечами
- Військовий Хрест Карла
- Медаль «За поранення» (Австро-Угорщина) з однією смугою
- Пам'ятна військова медаль (Австрія) з мечами
- Пам'ятна військова медаль (Угорщина) з мечами
- Почесний хрест ветерана війни з мечами
- Медаль «За вислугу років у Вермахті» 4-го, 3-го, 2-го і 1-го класу (25 років)
- Нагрудний знак «За поранення» в чорному